# Losone
Losone es una comuna suiza del cantón del Tesino, situada en el distrito de Locarno, círculo de Isole. Limita al norte con las comunas de Cavigliano, Verscio y Tegna, al este con la ciudad de Locarno, al sur con Ascona, y al oeste con Centovalli.